# Tusnad Cycling Team/Saison 2015
Dieser Artikel listet Erfolge und Fahrer des Radsportteams Tusnad in der Saison 2015 auf.

## Erfolge bei den Nationalen Straßen-Radsportmeisterschaften
In den Rennen zu den Nationalen Straßen-Radsportmeisterschaften 2015 gelangen die nachstehenden Erfolge.
| Datum    | Rennen                                            | Fahrer              |
| -------- | ------------------------------------------------- | ------------------- |
| 27. Juni | Rumänische Meisterschaft – Einzelzeitfahren (U23) | Nicola Andrei Barbu |
| 27. Juni | Ungarische Meisterschaft – Straßenrennen (U23)    | Ábel Kenyeres       |
| 28. Juni | Rumänische Meisterschaft – Straßenrennen (U23)    | Vlad Nicolae Dobre  |

## Zugänge – Abgänge
| Zugänge                       | Team 2014                  | Abgänge                  | Team 2015                            |
| ----------------------------- | -------------------------- | ------------------------ | ------------------------------------ |
| Andrei Nechita (ab 1. Mai)    | MG Kvis-Wilier             | Alexandr Braico          | Jelly Belly-Maxxis                   |
| Artem Topchanyuk              | Amore & Vita-Selle SMP     | Oleg Berdos              | Unbekannt                            |
| Tom Bossis                    |                            | Sebastian Giannini Anaya | Unbekannt                            |
| Abel Kenyeres (ab 1. Mai)     | Utensilnord                | Vladimir Lopez           | China Continental Team of Gansu Bank |
| Andrei Barbu                  |                            | Jose Manuel Gutierrez    | Kuwait Cycling Project               |
| Zsolt Sarany                  |                            | Arpad Cilip              | Unbekannt                            |
| Martin Lestido (ab 1. August) |                            |                          |                                      |
| Tamarjan Robert               |                            |                          |                                      |
| Botond Szasz                  |                            |                          |                                      |
| Attila Olah                   | Tusnad Cycling Team (2011) |                          |                                      |

## Mannschaft
| Name               | Geburtstag       | Nationalität |
| ------------------ | ---------------- | ------------ |
| Andrei Barbu       | 6. Oktober 1996  | Rumänien     |
| Tom Bossis         | 21. April 1994   | Frankreich   |
| Vlad-Nicolae Dobre | 8. Dezember 1995 | Rumänien     |
| Abel Kenyeres      | 14. Februar 1994 | Ungarn       |
| Nándor Lazăr       | 25. März 1992    | Rumänien     |
| Martin Lestido     | 9. November 1992 | Spanien      |
| Andrei Nechita     | 29. Mai 1988     | Rumänien     |
| Carol Eduard Novak | 28. Juli 1976    | Rumänien     |
| Attila Olah        | 16. Mai 1989     | Rumänien     |
| Tamarjan Robert    | ???              | Rumänien     |
| Zsolt Sarany       | 15. Mai 1996     | Rumänien     |
| Szabolcs Sebestyén | 23. März 1992    | Rumänien     |
| Botond Szasz       | 22. März 1996    | Rumänien     |
| Artem Topchanyuk   | 27. Januar 1989  | Ukraine      |